# Černjachovsk
Černjachovsk (Черняховск in russo, Insterburg tedesco, Insterburgo italiano (desueto), Įsrutis lituano, Wystruć polacco) è una città della Russia nell'Oblast' di Kaliningrad.

## Storia
Un castello di nome Insterburg fu fondato dai cavalieri dell'Ordine teutonico nel 1336. Con il tempo nei pressi del castello si formò un insediamento omonimo, che ricevette il titolo di città il 10 ottobre 1583. Durante la Seconda guerra mondiale, il 27 luglio 1944, la cittadina fu gravemente danneggiata da bombardamenti britannici, per poi essere presa d'assalto dalle truppe sovietiche il 21 e 22 gennaio 1945.
Nel 1946 venne rinominata Černjachovsk in onore del generale Ivan Černjachovskij morto in uno scontro presso Königsberg. In seguito all'invasione, l'Unione Sovietica costrinse la popolazione locale a emigrare e al suo posto vi fece insediare dei propri cittadini. Ora la maggioranza della popolazione è russa. Dopo la caduta della Cortina di ferro, nell'area furono introdotti gli Akhal-Teke, una razza di cavalli, e si aprì un allevamento.
Dal 2016 la città è diventata sede di una eparchia della Chiesa ortodossa russa.

## Amministrazione

### Gemellaggi
- Grudziądz